# Хэберли, Томас
Томас Хэберли (нем. Thomas Häberli; род. 11 апреля 1974, Люцерн) — швейцарский футболист, полузащитник. Ныне — тренер.

## Карьера

### Футболиста
Начинал свою карьеру в швейцарских клубах из низших лиг. Постепенно ему удалось пробиться в элиту. Не закрепившись в «Базеле», Хэберли перешёл в «Янг Бойз», в котором провёл девять лет. 4 сентября 2004 года полузащитник провёл свой единственный матч за сборную Швейцарии, в котором она разгромила Фарерские острова со счётом 6:0. В 2008 году главный тренер швейцарцев Кёби Кун во второй раз вызвал полузащитника в расположение национальной команды, которая готовилась к домашнему чемпионату Европы. В ней Хэберли должен был заменить травмированного Блеза Нкуфо. Однако в окончательную заявку сборной на турнир полузащитник не вошёл.

### Тренера
После завершения карьеры Томас Хэберли работал с юношескими и молодёжными командами «Янг Бойза» и «Базеля». С мая по июнь 2011 года молодой специалист вместе с Эрминио Пизерчиа исполнял обязанности главного тренера «Янг Бойз» после ухода с этого поста Владимира Петковича.
В феврале 2019 года Хэберли был назначен на должность главного тренера клуба «Люцерн», но в декабре того же года он покинул должность из-за слабых результатов команды.
В начале января 2021 года швейцарец возглавил сборную Эстонии.

## Достижения
- Обладатель Кубка часов (2): 2004, 2007